# Cazenave-Serres-et-Allens

Cazenave-Serres-et-Allens este o comună în departamentul Ariège din sudul Franței. În 1 ianuarie 2022 avea o populație de 61 de locuitori.